# Manuel Heide

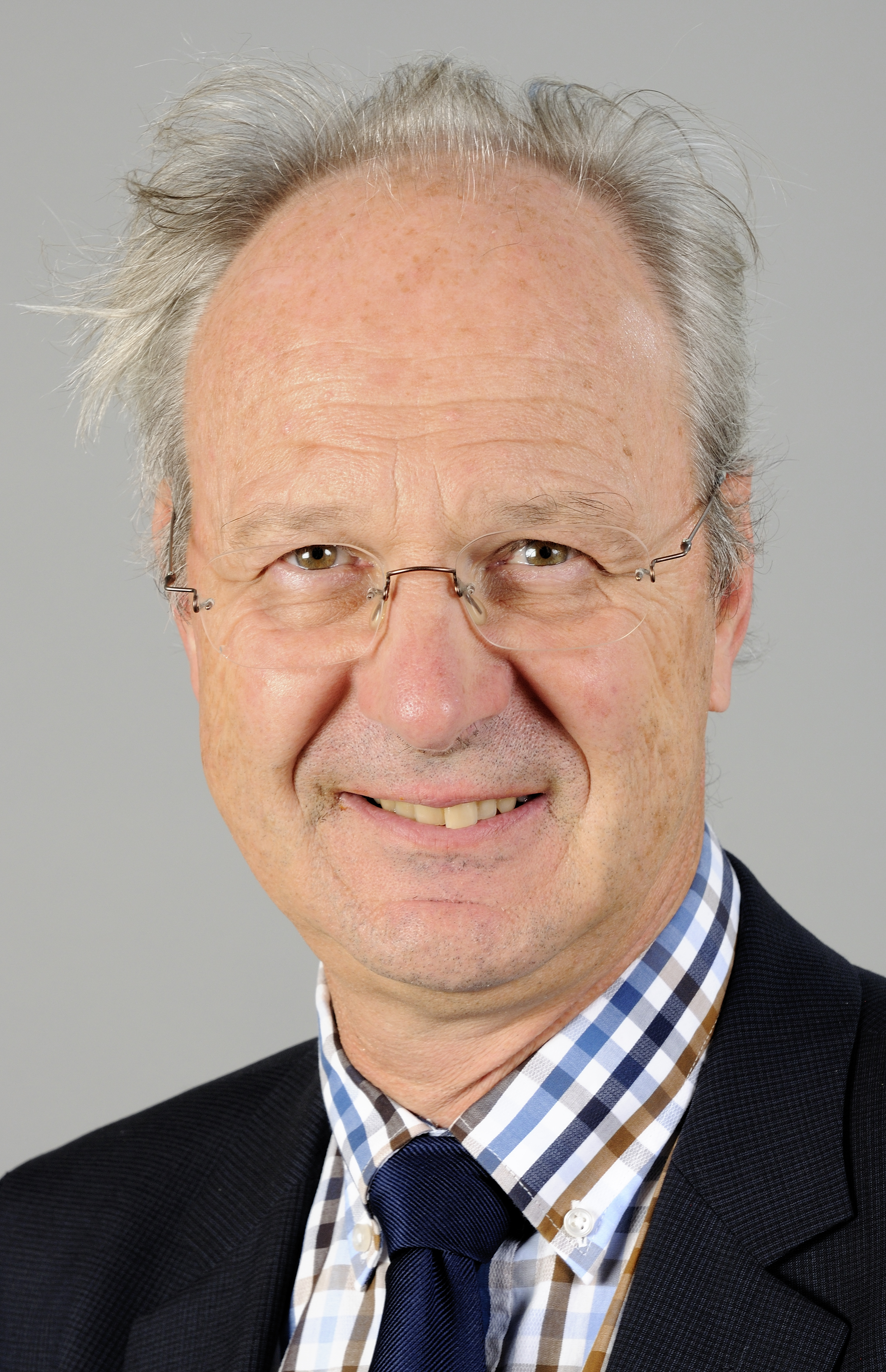
Manuel Heide (2013)

Manuel Heide (* 13. Mai 1955 in West-Berlin) ist ein Berliner Politiker (CDU). Er war von 1985 bis 2016 Mitglied des Berliner Abgeordnetenhauses.

## Leben und Studium
Manuel Heide legte 1974 sein Abitur am Humboldt-Gymnasium (Berlin-Tegel) ab und absolvierte direkt im Anschluss bis 1980 ein Studium der Rechtswissenschaften an der Freien Universität Berlin (FU). Er schloss dieses 1983 mit der zweiten juristischen Staatsprüfung ab. Vorher arbeitete er bereits von 1980 bis 1981 als Wissenschaftlicher Mitarbeiter am Fachbereich Rechtswissenschaften der Universität. Er ist seit 1983 als Rechtsanwalt und seit 1994 zudem als Notar in einer internationalen Rechtsanwaltsgesellschaft tätig. 1987 legte er seine Promotion zum Dr. iur. an der Freien Universität Berlin ab.

## Politik
Manuel Heide (MdA) trat 1973 der CDU bei und war für diese von 1981 bis 1985 Mitglied der Bezirksverordnetenversammlung in Reinickendorf. Er war bis 2013 Vorsitzender des CDU-Ortsverbandes Heiligensee und übergab diese Funktion an den CDU-Fraktionsvorsitzenden im Rathaus Reinickendorf, Stephan Schmidt. 
Seit April 1985 sitzt er als Mitglied im Abgeordnetenhaus von Berlin. Bei den Landtagswahlen im Jahr 2011 wurde er mit 43,6 % der Stimmen über den Wahlkreis Reinickendorf 3 erneut ins Abgeordnetenhaus von Berlin gewählt. Er übernimmt als Mitglied des geschäftsführenden CDU-Fraktionsvorstands die Aufgabe des Schatzmeisters. Heide wurde für die aktuelle Legislaturperiode zum Vorsitzenden des ständigen Ausschusses für Stadtentwicklung und Umwelt gewählt.
Heide kandidierte bei den Landtagswahlen am 18. September 2016 nicht erneut für das Abgeordnetenhaus. Für den Wahlkreis Reinickendorf 3 wurde Stephan Schmidt als Kandidat der CDU nominiert.